# Freudenberg (Beiersdorf-Freudenberg)
Freudenberg è una frazione del comune tedesco di Beiersdorf-Freudenberg, nel Land del Brandeburgo.

## Storia
Il 31 dicembre 2001 il comune di Freudenberg venne fuso con il comune di Beiersdorf, formando il nuovo comune di Beiersdorf-Freudenberg.